# TR2 (tramwaj)
TR2 – typ przegubowego, dwuczłonowego, wyskopodłogowego wagonu tramwajowego, produkowanego w latach 1994–1995 w zakładach Rīgas Vagonbūves Rūpnīca w Rydze na Łotwie.

## Konstrukcja
TR2 to dwuczłonowy, jednokierunkowy, wysokopodłogowy wagon tramwajowy o dwóch członach złączonych przegubem. Konstrukcyjnie wywodzi się od tramwaju TR1. Przedni człon opiera się na jednym wózku, a tylny na dwóch. Z prawej strony nadwozia umieszczono czworo dwuskrzydłowych drzwi. Z przodu tramwaju zamontowano dwa okrągłe reflektory. Cechą charakterystyczną było ryflowane poszycie prawej i lewej strony nadwozia. Wagon zasilany był z sieci trakcyjnej za pośrednictwem pantografu typu pałąkowego.

## Dostawy
| Państwo        | Miasto         | Lata dostaw    | Liczba | Numery taborowe |       |
| -------------- | -------------- | -------------- | ------ | --------------- | ----- |
| Łotwa          | Ryga           | 1995–1996      | 2      | 902, 903        | [ 2 ] |
| Łączna liczba: | Łączna liczba: | Łączna liczba: | 2      |                 |       |

## Eksploatacja
Obydwa tramwaje TR2 dostarczono w latach 1995–1996 do Rygi, gdzie otrzymały numery taborowe 902 i 903. W 1997 r. wagon nr 902 sprzedano do Baku. W Baku pantograf pałąkowy zdemontowano, a zamiast niego założono dwa inne pantografy: na przednim członie nożycowy, a na tylnym lirę. W 1999 r. tramwaj nie kursował i był odstawiony w zajezdni. Wagon nr 903 przekazano w 1997 r. do Odessy. Tam kursował on do 1999 r., a rok później został odesłany do moskiewskiego zakładu MŁRZ, który miał rozpocząć produkcję seryjną. W 2011 r. wagon został jednak zezłomowany.